# Leif Björklund
Leif "Burken" Olav Rickard Björklund, född 27 mars 1943 i Sankt Matteus församling, Stockholms stad, död 7 april 2011 i Boo församling, Nacka kommun, var en svensk sångare, dragspelare och kommunalpolitiker (för socialdemokraterna).
Redan under skoltiden bildade han ett band som hette "Burken och hans Burkar", som sedan blev "Burksmen". Under slutet av 1950-talet spelade han ofta på Nalen.
Burken var en av medlemmarna i Rockfolket, som utvecklades ur kompbandet Fridens kilowatt och rivaler, och hans signum var låten Hey Baberiba. Han var de sista åren med i riksbekanta The Cadillac Bands rock'n roll-shower tillsammans med Tommy Blom, Little Gerhard, Svenne Hedlund med flera. Burken uppträdde också ett flertal gånger med Kalle Sändare.
Han bodde vid sin död i Nacka kommun, men bodde tidigare under många år i Klacknäset på Ingarö.

## Filmografi
- 1959 – Fridolfs farliga ålder